# ウラジーミル・マヤコフスキー

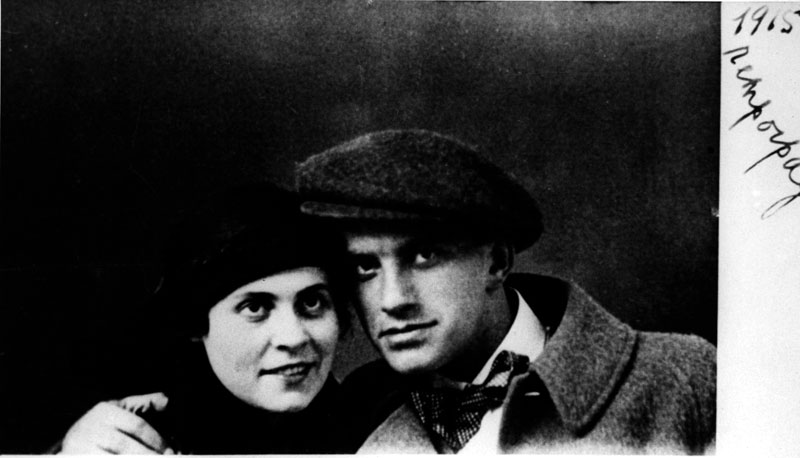
リーリャ・ブリークと

ウラジーミル・ウラジーミロヴィッチ・マヤコフスキー（ロシア語: Влади́мир Влади́мирович Маяко́вский, ウクライナ語: Володи́мир Володи́мирович Маяко́вський、1893年グレゴリオ暦7月19日、ユリウス暦7月7日 - 1930年4月14日）は、20世紀初頭のロシア未来派（ロシア・アヴァンギャルドの一派）を代表するソ連の詩人。

## 生涯

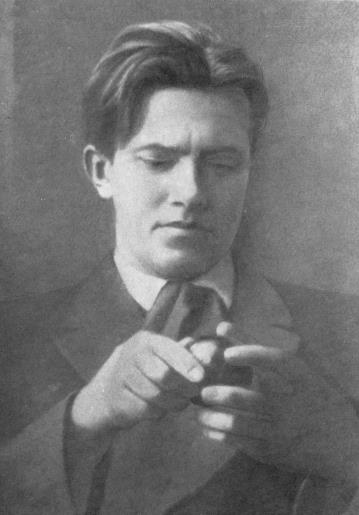
1912年

両親共にコサックの出で、ロシア帝国時代のグルジア・クタイス県の寒村バグダジ（現バグダティ）で生まれる。1906年に父親が亡くなると、家族と共にモスクワに移住。そこでマルクス主義文学に傾倒するようになり、またロシア社会民主労働党に加わるようになる。その後ボリシェヴィキのメンバーとなるが、このため3回逮捕される。投獄中に詩作を始め、バイロン、シェイクスピア、トルストイ、アンドレイ・ベールイ、コンスタンチン・バリモントなどを読む。1910年の釈放後、ダヴィド・ブルリュークと出会い、ブルリュークに詩人としての才能を見出される。さらに、ヴェリミール・フレーブニコフらとともに、立体未来派を形成する。1911年モスクワ絵画・彫刻・建築学校に入学。数年後に政治活動を問われて中退するものの、そこで後にロシア・アヴァンギャルドを担う芸術家たちと邂逅することになる。
1912年に未来派文集『社会の趣味への平手打ち』に参加、その中に所収された「夜 (Ночь) 」「朝 (Утро) 」は政治的なメッセージを持ち学校を中退する原因となる。第一次世界大戦では兵役に志願するも断られ軍の自動車学校に勤務、1917年の十月革命を目撃し赤軍に参加した水兵を鼓舞する「左翼行進曲」を発表する。マヤコフスキー以前のロシア詩は、音節・アクセント詩法が盛んだったが、マヤコフスキーは別のリズムを作り出し、日常語や俗語、奇抜な言葉づかいを導入した結果、鮮烈な抒情と言語実験とを結合させることとなった。

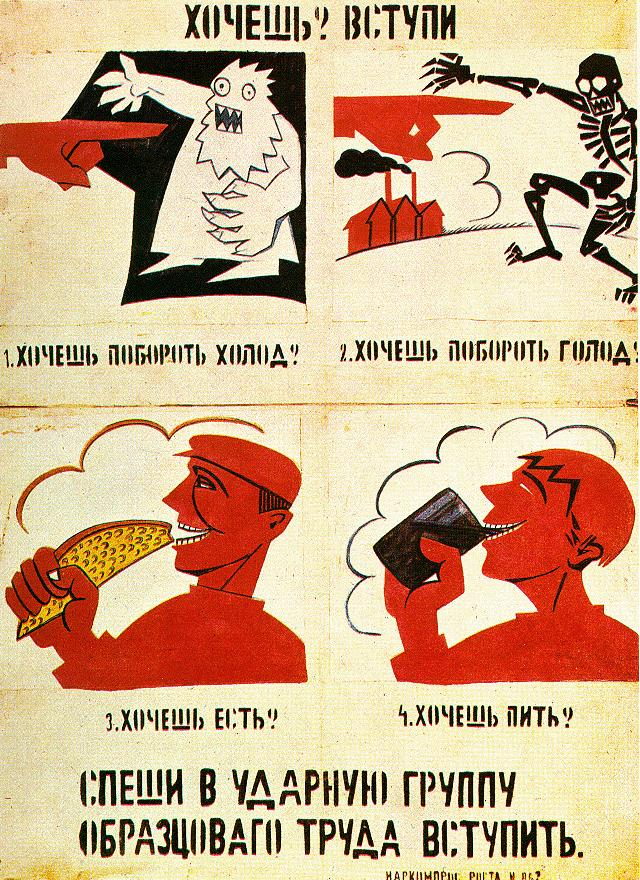
マヤコフスキーの手がけたポスター
「寒いのは嫌だろう。飢えたくもないだろう。食ってみたいだろう。一杯飲りたいだろう。──だから直ぐにでも突撃作業班（ウダルニク）に加われ」というコピーがマヤコフスキーの作

革命後は風刺劇『ミステリヤ・ブッフ』(1918年)で好評を博し、共産党のプロパガンダポスターの制作にも関与。評論や映画シナリオも書いた。
1923年に芸術左翼戦線(レフ)を結成し、ソ連初期の芸術界をリードした。
私生活では1915年頃に知り合った女優のリーリャ・ブリーク（詩人ルイ・アラゴンの妻エルザ・トリオレの姉、1978年自殺）に好意を抱き、深い関係となる。リーリャはすでに劇作家のオシップ・ブリークと結婚していたが、オシップはマヤコフスキーの才能を買って、二人の関係を認めた。後にはオシップを含めた3人での同棲を始める。奇異にも見えるこの同棲生活は、アレクサンドラ・コロンタイらのフェミニズムの主張が若い知識層を中心に浸透していた当時のソ連では、「時代に先がける新しいモラル」と解された。ただし、リーリャ・ブリークとの恋愛関係自体は1923年には終焉を迎えていたが、その後も終生にわたって（外遊時を除き）夫妻と私生活をともにした。
1925年、マヤコフスキーは西欧とアメリカ合衆国に約半年間の外遊をおこなった。ニューヨークではロシアからの亡命者だったモデルのエリー・ジョーンズと交遊し、ジョーンズは後に娘エレーナ（「パトリシア・トムソン」の名で、作家、編集者、大学教授を務めた。ロシアに帰化後の2016年死去）を産んでいる。また、1928年に外遊した折にはパリでタチアーナ・ヤーコヴレワという女性（やはり亡命ロシア人）と恋仲になり、真剣に結婚を考えるほどになったが、ヤーコヴレワがソ連への帰国に同意せず、実現しなかった。帰国後の1929年5月、ブリーク夫妻から女優のヴェロニカ・ポロンスカヤを紹介され、亡くなるまで交友を持つことになる。
ブリーク夫妻にはチェーカーでの活動歴があり、後の研究で3人が同棲した居宅（一種の文学サロンとなっていた）には1927年ごろから多くのOGPU員が出没しており、その中にはマヤコフスキーの死後にその顕彰に一役買ったヤーコフ・アグラーノフ（OGPU秘密部門のトップ）も含まれていた。マヤコフスキー自身はブリーク夫妻のチェーカー歴を知っていたとされ、また大粛清以前のソ連社会ではチェーカー員はむしろ尊敬の対象でもあったが、その一方で1929年以降は政府から批判の対象となった「当時のマヤコフスキーほど、秘密警察員によってあらゆる方向から包囲されていた詩人は他にだれもいない」と呼ばれる状況にも立ち至っていた。前記のエリー・ジョーンズは後年の回想で「マヤコフスキーはリーリャ・ブリークが自分の行動を逐一NKVDに報告しているのではないか、と恐れていました」という証言を残している。数度にわたる外遊が、ブリーク夫妻からの「逃走」だったのではないかという説を唱える研究者もいる。
1929年、マヤコフスキーはソ連共産党に近いロシア・プロレタリア作家協会（ラップ）から激しい批判を受けていた。
翌1930年2月、マヤコフスキーはラップへの加入を表明する。この時期のマヤコフスキーは精神状態をひどく悪化させていたと関係者の多くが回想している。そのさなかの4月12日、ポロンスカヤとの感情の対立が原因となり、遺書を認めた。その日、ポロンスカヤと会って平静を取り戻したが、翌4月13日に面会を拒まれたことで再び不安定な精神状態となる。4月14日朝、自宅に連れてきたポロンスカヤが芝居があるからと退出しようとしたことに激高、彼女が驚いてこれから夫と劇場に説明した上でこの家に転居すると述べて辞去した直後、自室の中で銃弾により倒れている姿が発見され、そのまま死亡した。死因は当局により自殺と発表された。遺書には、「みんなへ、僕は死ぬ。誰も責めないでくれ。噂を流さないでくれ。いい方法ではないが、これしかない」と書かれており、さらに「世に言う『一件落着』。愛のボートが生活と衝突して粉々になった」という詩が書かれていた。
4月17日の葬儀には15万人の人々が参列し、レーニン、スターリンの葬儀に次ぐ規模となった。マヤコフスキーはモスクワのノヴォデヴィチ墓地に埋葬された。後に、愛人のエリー・ジョーンズ、そして娘エレーナの遺灰が墓の上にまかれた。

## 死後
突然の死により、マヤコフスキーに対する評価は再び変わり始めた。マスコミには称賛する論調が現れ、ラップ幹部はヨシフ・スターリンら共産党首脳に対してそのような風潮への抑止を求める書簡を送ったが、彼らの望んだ方向には進まなかった。
死から5年が経過した1935年11月、リーリャ・ブリークはアグラーノフの援助のもとに、スターリンに対してマヤコフスキーを「革命詩人」として顕彰することを求める直訴状を送った。この書簡に対してスターリンはニコライ・エジョフに「マヤコフスキーはわがソビエト時代のもっとも優れた、もっとも才能ある詩人である。彼の思い出とその作品に対する無関心は犯罪である」と書き送り、12月にはエジョフに送った書簡をなぞる形でマヤコフスキーを顕彰する「裁定」が公式に発表された。この裁定に基づき、12月17日にはモスクワの凱旋広場は「マヤコフスキー広場」と改称された。
スターリンがマヤコフスキーを評価した背景には、同じグルジア出身であったこと（自身についての叙事詩の制作を知人経由で打診したこともあった。なお、マヤコフスキーはレーニンを題材にした叙事詩を残している）、マクシム・ゴーリキーのような存在の詩人を求めていたという事情があった。
この政府による裁定をボリス・パステルナークは後に「マヤコフスキーの第二の死」と評した。ソビエト連邦の崩壊とともにマヤコフスキーに対する見方は一変し、マヤコフスキー広場は早々に元の名前に戻された。また、ソ連崩壊前のグラスノスチの進展に伴い、その死因についての議論が活発化した（詳細後述）。
こうした激変に対して「20世紀ロシアのもっとも死んでいる詩人」と評する作家や、不当な過小評価とする批評家も存在するなど、ロシア社会での評価は一定していない。

## 死因をめぐる議論
ソ連末期のグラスノスチに伴い、公式に「自殺」とされてきた死因についてそれを疑い、謀殺ではないかとする議論が巻き起こった。1989年にテレビの討論番組で取り上げられたのをきっかけに、複数の論者がこれを主張した。特にマヤコフスキーの周囲にブリーク夫妻やアグラーノフら、チェーカーやOGPU・NKVDにつながる人物が多数存在したことはこの段階で初めて明るみに出た。これらを受けて、1992年にはマヤコフスキーに関するKGB資料が公開されたり、マヤコフスキー博物館の所蔵していた死亡時の遺品が科学鑑定にかけられたりした（鑑定では自殺説を裏付ける結果が出ている）。加えて、リーリャ・ブリークの回想録やポロンスカヤへのインタビューが公刊されたり、遺児であるエレーナが名乗り出たことで、死に至る晩年の状況が明らかとなった。1994年4月には「マヤコフスキーの死をめぐる円卓会議」が40人の出席者を得て開催されている。
亀山郁夫は、謀殺説の主唱者が根拠としてあげているものは「そのほとんどが状況証拠とみられるものばかり」と評し、自殺か他殺かは「火を見るより明らか」としながらも、「謀殺説が突きつけた多くの疑問に対し、十分な答えがなされたともいいがたい」と述べている。
一方、マヤコフスキーに関する複数の訳書がある小笠原豊樹は、2013年の著書『マヤコフスキー事件』（河出書房新社）の中で、資料に基づき、他殺であると主張している。
亀山は小笠原の没後の2017年に刊行された対談形式の著書で、改めて「九十九パーセント自殺」「（自殺が定説に）なっています。元に戻っている」と述べるとともに、「残念ですが、小笠原さんの説は、あまり説得力がありません」と指摘している。

## 主な著作

### 詩
- 「夜」「朝」
- 「革命賛歌」
- 「左翼行進曲」
- 「愛」
- 「背骨のフルート」
- 「ハラショー」
- 「同志レーニンとの会話」
- 「声をかぎりに」（未完）

など

### 戯曲
- 『ミステリヤ・ブッフ』

### 論文
- 「詩はいかにつくるべきか」